# Acantholimon hissaricum
Acantholimon hissaricum är en triftväxtart som beskrevs av Igor Alexandrovich Linczevski. Acantholimon hissaricum ingår i släktet Acantholimon och familjen triftväxter. Inga underarter finns listade i Catalogue of Life.